# Serhij Szyszczenko
Serhij Jurijowycz Szyszczenko, ukr. Сергій Юрійович Шищенко (ur. 13 stycznia 1976 we wsi Siriaki w obwodzie charkowskim, Ukraińska SRR) – ukraiński piłkarz grający na pozycji napastnika lub pomocnika, reprezentant Ukrainy, trener piłkarski.

## Kariera piłkarska

### Kariera klubowa
W 1992 został zaproszony do Metalista Charków, a w 1993 debiutował w wyjazdowym meczu z Czornomorcem Odessa. W 1994 przeszedł do Szachtara Donieck, skąd był wypożyczony do klubów Nywa Tarnopol, Krywbas Krzywy Róg, Bałtika Kaliningrad i Metałurh Zaporoże. W 1999 przeniósł się do Metałurha Donieck, skąd również był wypożyczony do Illicziwca Mariupol i ponownie Metałurha Zaporoże. W 2006 został kupiony do Czornomorca Odessa, ale po dwóch sezonach w nim powrócił do Metałurha. Po zakończeniu rundy jesiennej sezonu 2009/2010 zakończył karierę.

## Kariera reprezentacyjna
15 sierpnia 2001 roku debiutował w narodowej reprezentacji Ukrainy w wygranym 1:0 meczu towarzyskim z Łotwą. Łącznie rozegrał 14 gier reprezentacyjnych, strzelił 1 bramkę. Wcześniej bronił barw młodzieżówki

## Kariera trenerska
Po zakończeniu kariery piłkarskiej przeszedł na pracę trenerską. Od stycznia 2010 trenuje drugą drużynę Metałurha Donieck. Po rozwiązaniu Metałurha latem 2015 przeniósł się do Stali Dnieprodzierżyńsk, w której pracował jako asystent trenera. 30 czerwca 2016 został mianowany na stanowisko głównego trenera Bukowyny Czerniowce, z którą pracował do 28 grudnia 2016 roku. 30 grudnia 2016 stał na czele juniorskiej drużyny U-19 Szachtara Donieck. 6 grudnia 2018 został zaproszony do kierowania MFK Mikołajów. 13 października 2019 został zwolniony z zajmowanego stanowiska. 7 lipca 2020 objął stanowisko głównego trenera Polissia Żytomierz

## Sukcesy i odznaczenia

### Sukcesy klubowe
- wicemistrz Ukrainy: 1997
- brązowy medalista Mistrzostw Ukrainy: 2002, 2003, 2005
- zdobywca Pucharu Ukrainy: 1995, 1997

### Sukcesy indywidualne
- król strzelców Mistrzostw Ukrainy: 2002
- członek Klubu Ołeksandra Czyżewskiego: 363 meczów

### Odznaczenia
- tytuł Mistrza Sportu Klasy Międzynarodowej: 2005[9]
- Medal "Za pracę i zwycięstwo": 2006[10]